# Cylindrocladium avesiculatum
Cylindrocladium avesiculatum är en svampart som beskrevs av D.L. Gill, Alfieri & Sobers 1971. Cylindrocladium avesiculatum ingår i släktet Cylindrocladium och familjen Nectriaceae.   Inga underarter finns listade i Catalogue of Life.